# Doriforo

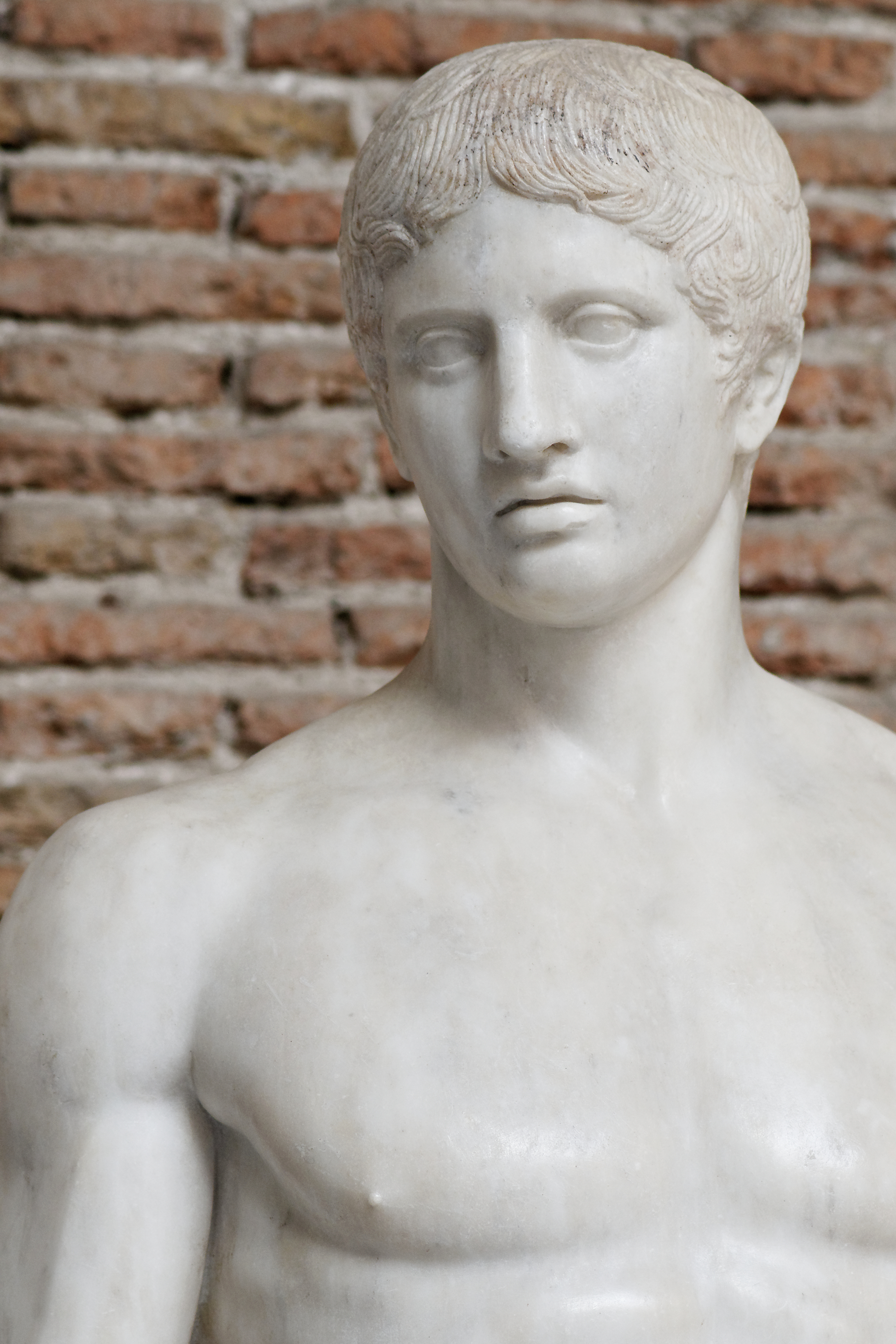
Dettaglio

Il Dorìforo ("portatore di lancia") è una scultura marmorea databile alla metà del V secolo conservata presso il museo archeologico nazionale di Napoli. La scultura è la miglior copia romana, ritrovata a Pompei, di un originale Doriforo bronzeo di età classica, eseguito da Policleto e databile intorno al 450 a.C.

## Storia
L'opera venne realizzata nel periodo in cui l'artista era attivo nel Peloponneso e raffigura probabilmente Achille con la lancia. Per realizzarla Policleto procedette a una serie di misurazioni di giovani fino ad arrivare a trovare un modulo matematico, che legasse le varie parti anatomiche.
Le sue scoperte, trascritte nel perduto trattato del Canone, sono oggi note a noi tramite le citazioni di autori successivi. Da esse si evince come, al pari di quanto accadeva negli stessi anni in architettura col modulo, Policleto arrivò alla conclusione che, stabilita la misura di un elemento quale il dito o la testa, tutte le proporzioni si potessero calcolare armoniosamente. Ad esempio, nel Doriforo, la testa è 1/8 dell'altezza, mentre 3/8 sono occupati dal busto e 1/2 dalle gambe.
L'opera fu tra le più replicate del mondo antico e se ne conoscono numerosissime versioni.
Tra le migliori figure quella proveniente da Pompei è conservata nel museo archeologico napoletano, praticamente completa a parte l'assenza della lancia. La versione napoletana fu rinvenuta durante gli scavi archeologici vesuviani, nella palestra Sannitica, il 12 giugno 1797.
Vi è poi una versione frammentaria al Kunsthistorisches Museum di Vienna, e numerose altre copie, spesso reintegrate con frammenti non pertinenti, nei Musei Vaticani, tra le quali la migliore è esposta nel Braccio Nuovo.
Due statue complete, ma con restauri, sono agli Uffizi, dove si trova anche un poderoso torso in basalto verde. Esistono poi numerosi frammenti della sola testa (ospitati nel Pergamonmuseum, nel Metropolitan, ecc.).

## Descrizione e stile
Un giovane nudo avanza leggermente sollevando il braccio sinistro, col quale tiene una lancia appoggiata sulla spalla. L'anatomia appare regolata dalle proporzioni del canone, con un grande equilibrio formale. Nuovo era, come ricordò Plinio (Naturalis Historia XXXIV, 56), il fatto che la statua si appoggiasse solo sulla gamba destra (aiutata però da un sostegno a forma di tronco nelle copie marmoree).
Esemplare è l'applicazione del chiasmo, ovvero del ritmo incrociato in grado di conferire estrema naturalezza alla rappresentazione. La gamba destra, infatti, è tesa e corrisponde al braccio sinistro in tensione; l'arto inferiore sinistro, al contrario, è rilassato come il braccio destro abbassato: ogni tensione trova quindi la sua adeguata contrapposizione, smorzandosi sul lato opposto in un rilassamento. L'arco del bacino inoltre si trova a essere inclinato verso la gamba flessa ed è opposto allo spostamento delle spalle. Ne consegue un dinamismo trattenuto che annulla ogni impressione di staticità, a differenza dei precedenti della statuaria arcaica e severa.
L'insieme è potente e muscoloso, con una testa dalla struttura robusta e dotata di un'espressione meditativamente sospesa.
L'originale opera era bronzea, eseguita con la tecnica a cera persa;  essa differiva dalla copia marmorea dal tassello posto a sostenere il braccio destro di quest'ultima (elemento di sostegno inutile in una scultura bronzea) e dal tronco, avente funzione di scaricare il peso.

## Altre versioni

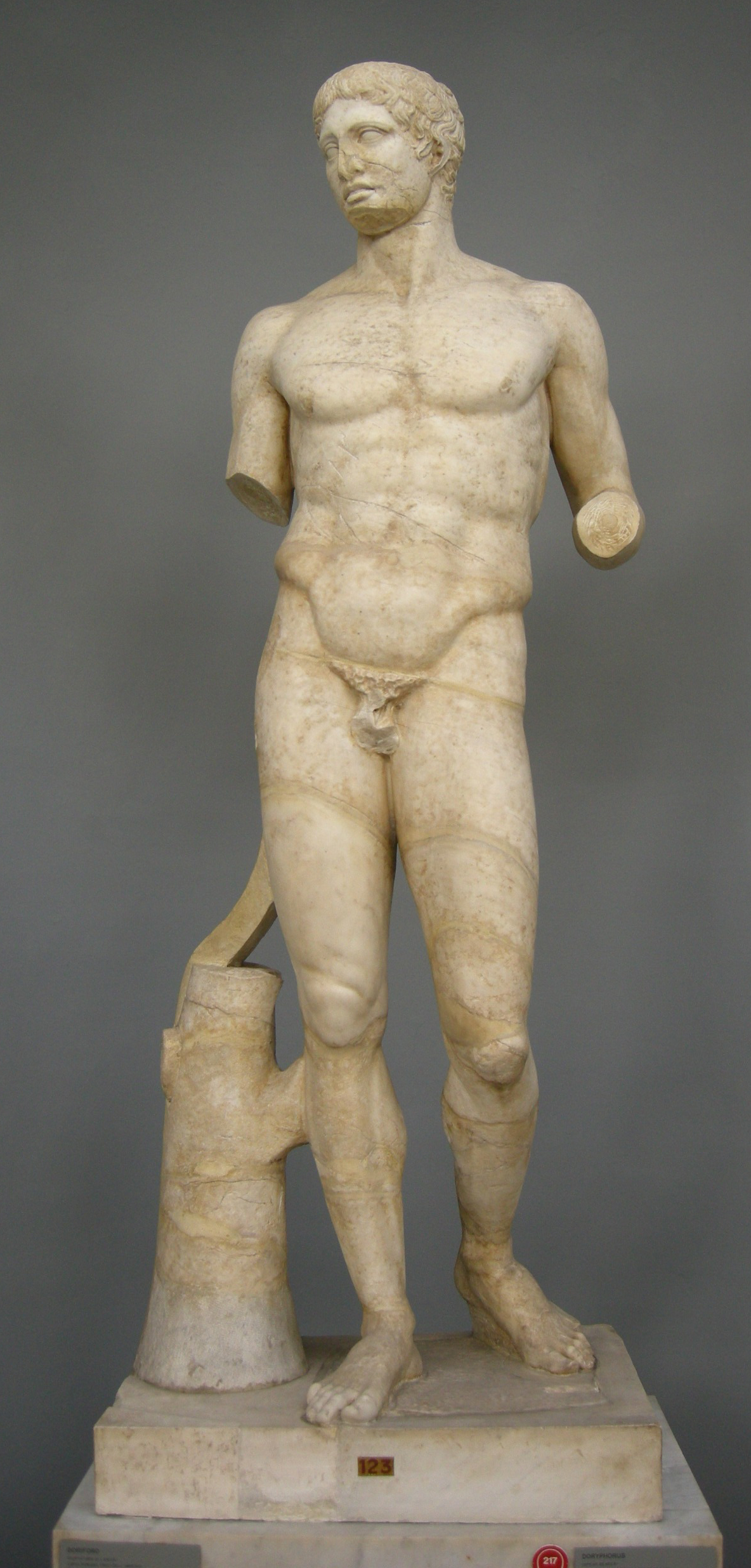
Doriforo del Braccio Nuovo dei Musei Vaticani
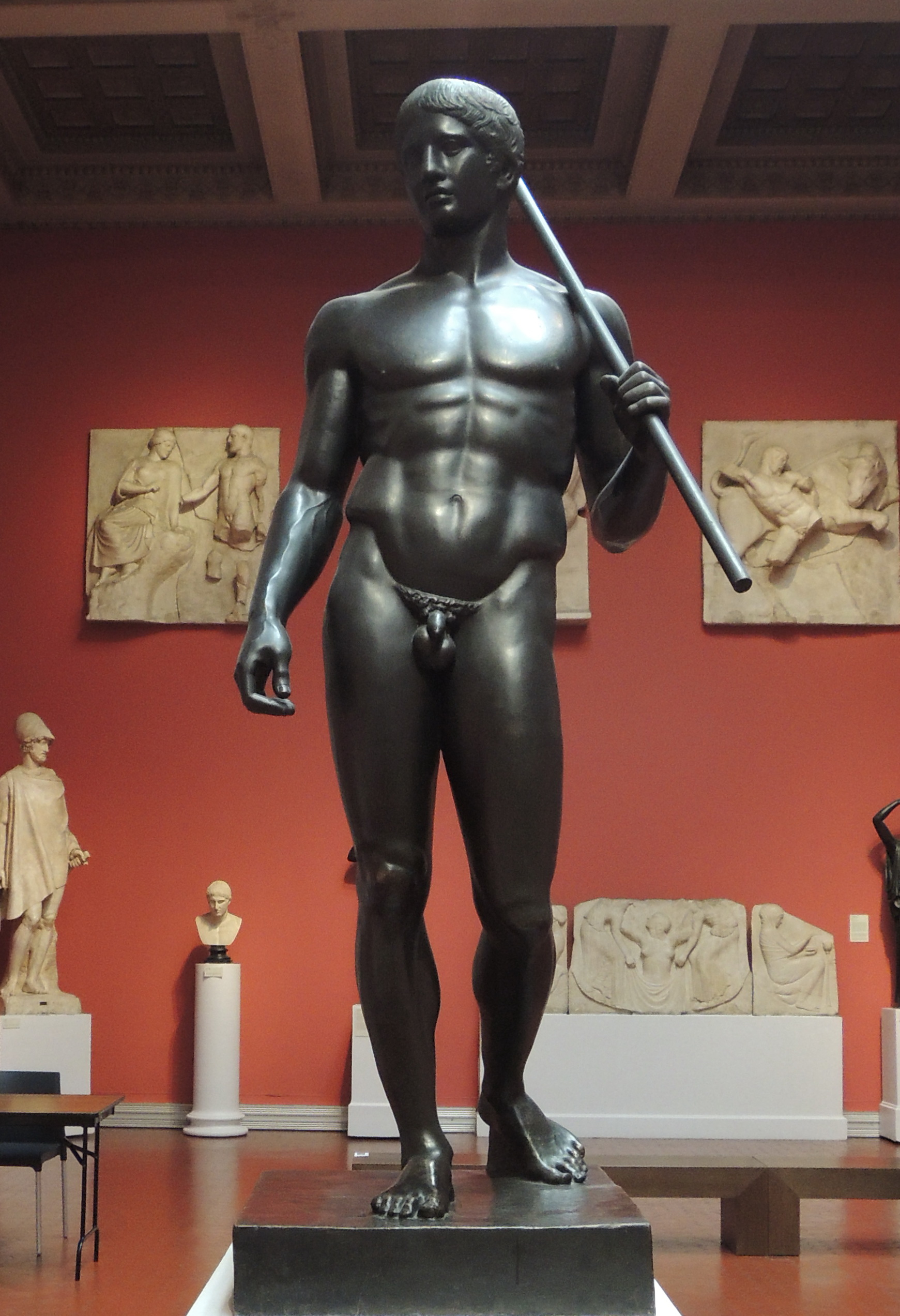
Ricostruzione moderna, nel Museo Puškin di Mosca
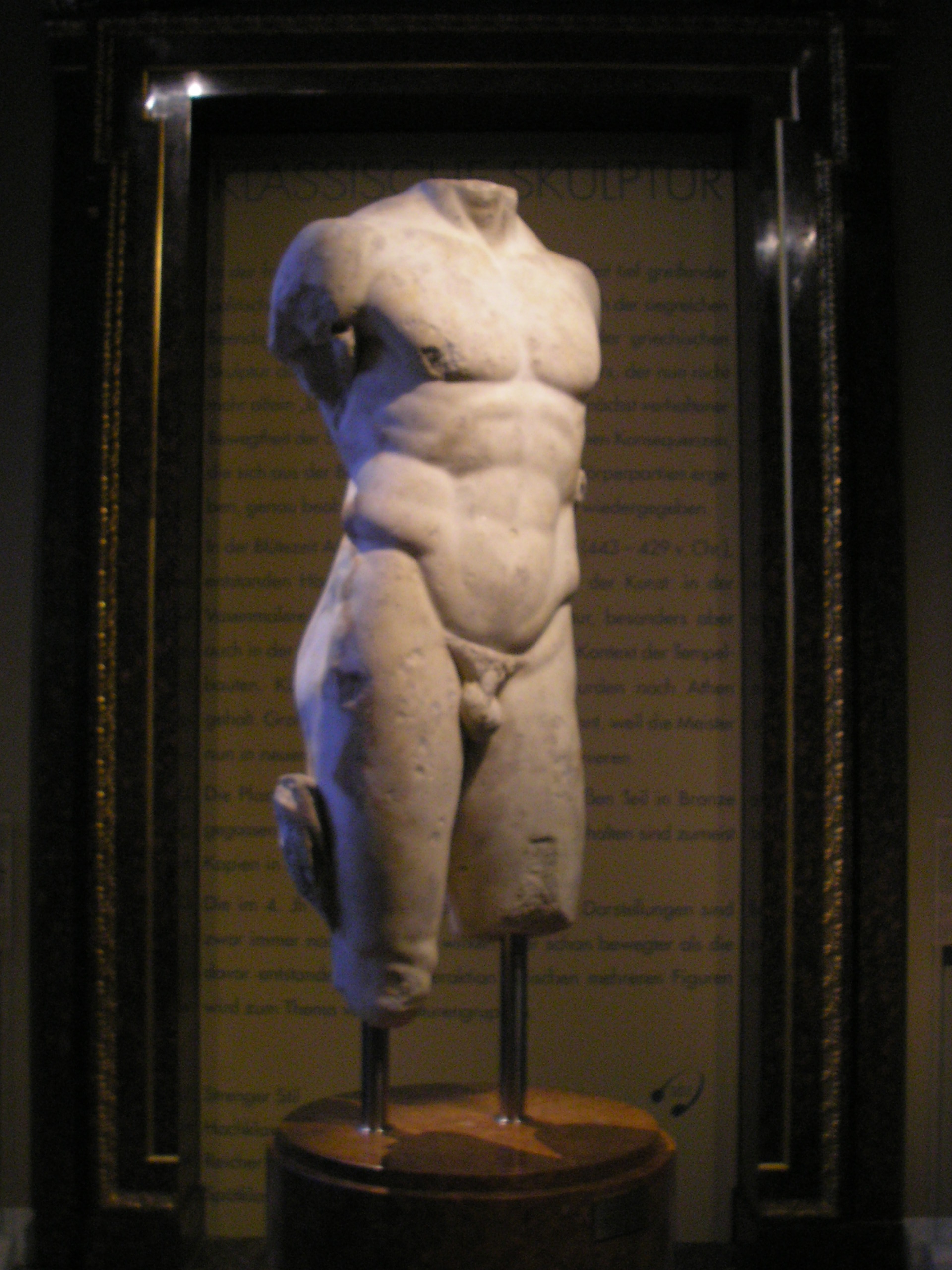
Doriforo di Vienna